# Burrn!
Burrn!, estilizado como BURRN!, é a revista direcionada ao heavy metal mais famosa do Japão e também uma das mais conceituadas no mundo. Lançada em 1984, provavelmente foi a primeira revista especializada em heavy metal no Japão.  A Burrn! é constantemente citada em sites de bandas de metal famosas no mundo inteiro.